# Badminton Open Saarbrücken 2002
Die Bitburger Open 2002 (offiziell BMW Open 2002) im Badminton fanden vom 4. bis zum 8. Dezember 2002 in Saarbrücken statt. Das Preisgeld betrug 30.000 US-Dollar.

## Medaillengewinner
| Disziplin    | Gold                        | Silber                         | Bronze                           |
| ------------ | --------------------------- | ------------------------------ | -------------------------------- |
| Herreneinzel | Chen Gang                   | Niels Christian Kaldau         | Dicky Palyama                    |
| Herreneinzel | Chen Gang                   | Niels Christian Kaldau         | Roman Spitko                     |
| Dameneinzel  | Pi Hongyan                  | Xu Huaiwen                     | Marina Andrievskaia              |
| Dameneinzel  | Pi Hongyan                  | Xu Huaiwen                     | Petra Overzier                   |
| Herrendoppel | Simon Archer Flandy Limpele | Anthony Clark Nathan Robertson | Thomas Laybourn Peter Steffensen |
| Herrendoppel | Simon Archer Flandy Limpele | Anthony Clark Nathan Robertson | Mathias Boe Michael Lamp         |
| Damendoppel  | Mia Audina Lotte Bruil      | Ann-Lou Jørgensen Rikke Olsen  | Gail Emms Donna Kellogg          |
| Damendoppel  | Mia Audina Lotte Bruil      | Ann-Lou Jørgensen Rikke Olsen  | Carina Mette Kathrin Piotrowski  |
| Mixed        | Nathan Robertson Gail Emms  | Mathias Boe Rikke Olsen        | Simon Archer Kirsteen McEwan     |
| Mixed        | Nathan Robertson Gail Emms  | Mathias Boe Rikke Olsen        | Michael Lamp Ann-Lou Jørgensen   |

## Herreneinzel
- Marc Zwiebler –  Simon Maunoury: 15-1 / 15-6
- Jacob Nielsen –  Christos Poulios: 15-4 / 15-1
- Björn Wippich –  Jonas Lyduch: 17-14 / 15-17 / 15-12
- Yong Yudianto –  René Neděla: 15-9 / 15-1
- Andrej Pohar –  Christoph Schnaase: 17-14 / 15-13
- Vladislav Druzchenko –  Tim Dettmann: 15-4 / 15-14
- Eric Pang –  Simon Knutsson: 15-12 / 15-5
- Yohan Hadikusumo Wiratama –  Joachim Persson: 15-13 / 9-15 / 15-5
- Andrew Dabeka –  Sebastien Bourbon: 7-15 / 15-8 / 15-5
- Erwin Kehlhoffner –  Markus Ebert: 15-1 / 15-4
- Chen Gang –  Maurice Niesner: 15-5 / 12-15 / 15-4
- Martin Delfs –  Sven Eric Kastens: 15-8 / 15-1
- Roman Spitko –  Christian Unternährer: 15-2 / 15-8
- Daniel Eriksson –  Robert Kwee: 15-9 / 15-9
- Mike Beres –  Thomas Quéré: 15-2 / 15-6
- Anders Boesen –  Anuar Musafirov: 15-1 / 15-0
- Marc Zwiebler –  Kyle Hunter: 15-3 / 15-10
- Rasmus Wengberg –  Oliver Pongratz: 15-8 / 15-8
- Jacob Nielsen –  Robert Georg: 15-6 / 15-2
- Olivier Fossy –  Björn Wippich: 15-6 / 15-9
- Irfan Razi –  Matthias Kuchenbecker: 15-8 / 15-5
- Yong Yudianto –  Andrey Konakh: 15-11 / 15-9
- Przemysław Wacha –  Michael Fuchs: 12-15 / 15-12 / 17-14
- Kasper Fangel –  Andrej Pohar: 15-9 / 15-5
- Bobby Milroy –  Sebastian Schöttler: 15-9 / 15-11
- Vladislav Druzchenko –  Paulo von Scala: 15-3 / 15-9
- Niels Christian Kaldau –  Johan Uddfolk: 15-1 / 15-7
- Dharma Gunawi –  Eric Pang: 15-8 / 15-10
- Jean-Michel Lefort –  Conrad Hückstädt: 15-14 / 15-11
- Yohan Hadikusumo Wiratama –  Thorsten Hukriede: 15-9 / 15-4
- Andrew Dabeka –  Mike Joppien: 15-6 / 15-5
- Jürgen Koch –  Rasmus Nielsen: 15-8 / 15-6
- Stephan Löll –  Olivier Andrey: 15-13 / 8-15 / 15-10
- Kasper Ødum –  Arnd Vetters: 15-9 / 15-3
- Andrew Smith –  Matthias Becker: 15-8 / 15-11
- Chen Gang –  Gerben Bruijstens: 15-11 / 15-9
- Björn Joppien –  Joachim Fischer Nielsen: 15-7 / 10-15 / 15-11
- Martin Delfs –  Miha Šepec jr.: 15-6 / 15-8
- Nabil Lasmari –  Steffen Hornig: 15-5 / 15-2
- Roman Spitko –  Vitaliy Durkin: 15-3 / 15-8
- Gijs van Heijster –  Alexandr Russkikh: 15-12 / 15-6
- Daniel Eriksson –  Ian Maywald: 15-5 / 15-4
- Nikhil Kanetkar –  Christoph Clarenbach: 15-3 / 15-0
- Jens Roch –  Mike Beres: 13-15 / 15-10 / 15-0
- Anders Boesen –  Marc Zwiebler: 15-7 / 15-7
- Rasmus Wengberg –  Jacob Nielsen: 15-7 / 15-5
- Dicky Palyama –  Olivier Fossy: 15-7 / 15-3
- Yong Yudianto –  Irfan Razi: 15-4 / 8-15 / 15-7
- Kasper Fangel –  Przemysław Wacha: 15-13 / 15-11
- Vladislav Druzchenko –  Bobby Milroy: 15-2 / 15-6
- Niels Christian Kaldau –  Dharma Gunawi: 15-11 / 15-9
- Yohan Hadikusumo Wiratama –  Jean-Michel Lefort: 15-10 / 15-2
- Jürgen Koch –  Andrew Dabeka: 15-11 / 15-8
- Kasper Ødum –  Stephan Löll: 15-4 / 15-1
- Andrew Smith –  Erwin Kehlhoffner: 15-6 / 15-6
- Chen Gang –  Björn Joppien: 15-5 / 15-4
- Nabil Lasmari –  Martin Delfs: 15-10 / 9-15 / 15-9
- Roman Spitko –  Gijs van Heijster: 5-15 / 15-5 / 15-4
- Nikhil Kanetkar –  Daniel Eriksson: 15-9 / 5-15 / 15-8
- Jens Roch –  Cedric Poyet: 15-2 / 15-3
- Anders Boesen –  Rasmus Wengberg: 15-6 / 15-8
- Dicky Palyama –  Yong Yudianto: 15-11 / 15-11
- Vladislav Druzchenko –  Kasper Fangel: 10-15 / 17-16 / 15-13
- Niels Christian Kaldau –  Yohan Hadikusumo Wiratama: 11-15 / 17-14 / 15-10
- Jürgen Koch –  Kasper Ødum: 3-15 / 15-5 / 15-10
- Chen Gang –  Andrew Smith: 15-6 / 15-8
- Roman Spitko –  Nabil Lasmari: 13-15 / 15-13 / 15-6
- Jens Roch –  Nikhil Kanetkar: 15-11 / 6-15 / 15-11
- Dicky Palyama –  Anders Boesen: 15-13 / 15-9
- Niels Christian Kaldau –  Vladislav Druzchenko: 15-9 / 6-15 / 15-8
- Chen Gang –  Jürgen Koch: 15-4 / 13-15 / 15-6
- Roman Spitko –  Jens Roch: 15-7 / 5-15 / 17-15
- Niels Christian Kaldau –  Dicky Palyama: 15-14 / 15-10
- Chen Gang –  Roman Spitko: 15-5 / 15-7
- Chen Gang –  Niels Christian Kaldau: 15-7 / 8-15 / 17-14

## Dameneinzel
- Nadieżda Zięba –  Carola Bott: 11-9 / 11-3
- Kathrin Hoffmann –  Jasmin Pang: 11-5 / 11-2
- Marina Andrievskaia –  Perrine Lebuhanic: 11-3 / 11-0
- Irina Gritsenko –  Yana Vorotnykova: 6-11 / 11-4 / 11-4
- Ilse Vooren –  Amélie Decelle: 11-5 / 11-4
- Saule Kustavletova –  Katharina Bobeth: 11-8 / 8-11 / 11-4
- Pi Hongyan –  Thérèse Nawrath: 11-0 / 11-1
- Michaela Peiffer –  Hana Procházková: 11-1 / 11-7
- Yao Jie –  Aileen Rößler: 11-2 / 11-1
- Anne Marie Pedersen –  Nadieżda Zięba: 11-4 / 11-3
- Xu Huaiwen –  Kelly Morgan: 11-4 / 11-2
- Kathrin Hoffmann –  Elodie Eymard: 5-11 / 11-9 / 11-6
- Anu Nieminen –  Joanna Szleszyńska: 11-5 / 11-7
- Marina Andrievskaia –  Stefanie Müller: 11-9 / 11-9
- Brenda Beenhakker –  Tatiana Vattier: 11-1 / 11-5
- Monja Bölter –  Irina Gritsenko: 11-4 / 11-6
- Ilse Vooren –  Paulina Matusewicz: 11-0 / 11-7
- Charmaine Reid –  Denise Naulin: 11-1 / 11-1
- Neli Boteva –  Saule Kustavletova: 11-1 / 11-1
- Petra Overzier –  Linnéa Johansson: 11-2 / 11-1
- Pi Hongyan –  Christina Sørensen: 11-3 / 11-3
- Judith Meulendijks –  Angelika Węgrzyn: 11-1 / 11-1
- Ekaterina Ananina –  Michaela Peiffer: 11-1 / 11-3
- Tracey Hallam –  Claudia Vogelgsang: 11-4 / 11-5
- Yao Jie –  Anne Marie Pedersen: 11-9 / 11-1
- Xu Huaiwen –  Kathrin Hoffmann: 11-3 / 11-5
- Marina Andrievskaia –  Anu Nieminen: 9-11 / 11-6 / 11-0
- Brenda Beenhakker –  Monja Bölter: 11-1 / 11-0
- Charmaine Reid –  Ilse Vooren: 11-0 / 11-6
- Petra Overzier –  Neli Boteva: 11-1 / 11-6
- Pi Hongyan –  Judith Meulendijks: 11-8 / 11-2
- Tracey Hallam –  Ekaterina Ananina: 11-0 / 11-9 / 11-2
- Xu Huaiwen –  Yao Jie: 11-6 / 8-11 / 11-5
- Marina Andrievskaia –  Brenda Beenhakker: 11-6 / 11-5
- Petra Overzier –  Charmaine Reid: 11-6 / 11-5
- Pi Hongyan –  Tracey Hallam: 8-11 / 11-5 / 11-4
- Xu Huaiwen –  Marina Andrievskaia: 11-0 / 11-7
- Pi Hongyan –  Petra Overzier: 11-3 / 11-7
- Pi Hongyan –  Xu Huaiwen: 11-9 / 11-1

## Herrendoppel
- Arnd Vetters /  Franklin Wahab –  Erwin Kehlhoffner /  Thomas Quéré: 15-11 / 15-7
- Matthias Becker /  Steffen Hornig –  Stefan Arnet /  Andy Hungerbuehler: 15-6 / 15-5
- Jesper Christensen /  Jesper Larsen –  Jordy Halapiry /  Dennis Lens: 15-8 / 15-5
- Vitaliy Durkin /  Alexandr Russkikh –  Cedric Poyet /  Paulo von Scala: 15-4 / 15-4
- Tijs Creemers /  Jürgen Wouters –  Tim Dettmann /  Michael Fuchs: 15-12 / 15-11
- Sven Eric Kastens /  Sebastian Schöttler –  René Neděla /  Jiří Skočdopole: 15-12 / 4-15 / 15-7
- Michael Jensen /  William Milroy –  Marcel Reuter /  Benjamin Woll: 15-8 / 15-3
- Jim Laugesen /  Michael Søgaard –  Olivier Andrey /  Irfan Razi: 15-5 / 15-2
- Michał Łogosz /  Robert Mateusiak –  Dharma Gunawi /  Andrej Pohar: 15-8 / 15-6
- Arnd Vetters /  Franklin Wahab –  Donovan Cuntapay /  Youri Lapre: 15-8 / 15-9
- Thomas Laybourn /  Peter Steffensen –  Markus Ebert /  Björn Wippich: 15-1 / 15-4
- Liu Kwok Wa /  Albertus Susanto Njoto –  Matthias Becker /  Steffen Hornig: 15-3 / 15-4
- Vladislav Druzchenko /  Svetoslav Stoyanov –  Michael Cassel /  Sebastian Kreibich: 15-2 / 15-5
- Jesper Christensen /  Jesper Larsen –  Jochen Cassel /  Joachim Tesche: 15-9 / 15-9
- Simon Archer /  Flandy Limpele –  Tommy Sørensen /  Jesper Thomsen: 15-3 / 15-6
- Vitaliy Durkin /  Alexandr Russkikh –  Robert Georg /  Thera Herman: 15-2 / 15-2
- Henrik Andersson /  Fredrik Bergström –  Tijs Creemers /  Jürgen Wouters: 15-7 / 15-6
- Mathias Boe /  Michael Lamp –  Christoph Clarenbach /  Matthias Kuchenbecker: 15-2 / 15-1
- Sven Eric Kastens /  Sebastian Schöttler –  Pascal Bircher /  Simon Enkerli: 15-10 / 17-14
- Yohan Hadikusumo Wiratama /  Yau Tsz Yuk –  Manuel Dubrulle /  Mihail Popov: 15-17 / 15-6 / 15-6
- Michael Jensen /  William Milroy –  Joéli Residay /  Gijs van Heijster: 11-15 / 15-3 / 15-8
- Kristof Hopp /  Thomas Tesche –  Igor Dmitriev /  Anuar Musafirov: 15-0 / 15-12
- Jim Laugesen /  Michael Søgaard –  Mike Beres /  Kyle Hunter: 15-3 / 15-12
- Anthony Clark /  Nathan Robertson –  Ian Maywald /  Marc Zwiebler: 15-6 / 15-4
- Thomas Laybourn /  Peter Steffensen –  Liu Kwok Wa /  Albertus Susanto Njoto: 15-7 / 7-15 / 15-11
- Jesper Christensen /  Jesper Larsen –  Vladislav Druzchenko /  Svetoslav Stoyanov: 15-12 / 11-15 / 15-3
- Simon Archer /  Flandy Limpele –  Vitaliy Durkin /  Alexandr Russkikh: 15-1 / 15-11
- Mathias Boe /  Michael Lamp –  Henrik Andersson /  Fredrik Bergström: 15-7 / 15-13
- Yohan Hadikusumo Wiratama /  Yau Tsz Yuk –  Sven Eric Kastens /  Sebastian Schöttler: 15-5 / 15-10
- Kristof Hopp /  Thomas Tesche –  Michael Jensen /  William Milroy: 15-7 / 15-12
- Anthony Clark /  Nathan Robertson –  Jim Laugesen /  Michael Søgaard: 15-10 / 12-15 / 15-7
- Thomas Laybourn /  Peter Steffensen –  Arnd Vetters /  Franklin Wahab: 15-2 / 15-4
- Simon Archer /  Flandy Limpele –  Jesper Christensen /  Jesper Larsen: 15-2 / 13-15 / 15-5
- Mathias Boe /  Michael Lamp –  Yohan Hadikusumo Wiratama /  Yau Tsz Yuk: 15-7 / 15-9
- Anthony Clark /  Nathan Robertson –  Kristof Hopp /  Thomas Tesche: 17-14 / 15-3
- Simon Archer /  Flandy Limpele –  Thomas Laybourn /  Peter Steffensen: 8-15 / 15-12 / 15-4
- Anthony Clark /  Nathan Robertson –  Mathias Boe /  Michael Lamp: 12-15 / 15-13 / 17-15
- Simon Archer /  Flandy Limpele –  Anthony Clark /  Nathan Robertson: 15-5 / 17-14

## Damendoppel
- Claudia Vogelgsang /  Xu Huaiwen –  Eva Schneider /  Natascha Thome: 11-1 / 11-1
- Joanna Szleszyńska /  Angelika Węgrzyn –  Carola Bott /  Kathrin Hoffmann: 11-9 / 11-5
- Ekaterina Ananina /  Karina Sørensen –  Caren Hückstädt /  Sandra Marinello: 11-6 / 11-0
- Helen Nichol /  Charmaine Reid –  Birgit Overzier /  Aileen Rößler: 11-5 / 12-13 / 11-5
- Gail Emms /  Donna Kellogg –  Denise Naulin /  Jana Voigtmann: 11-2 / 11-0
- Brenda Beenhakker /  Lonneke Janssen –  Julie Houmann /  Jeanette Lund: 11-9 / 10-13 / 11-2
- Carina Mette /  Kathrin Piotrowski –  Irina Gritsenko /  Saule Kustavletova: 11-6 / 11-2
- Eva Krab /  Maartje Verheul –  Claudia Ritter /  Nicole Schnurrer: 11-3 / 11-4
- Neli Boteva /  Anika Sietz –  Katharina Bobeth /  Jessica Willems: 13-11 / 8-11 / 11-5
- Lene Mørk /  Helle Nielsen –  Aline Decker /  Sindy Krauspe: 11-1 / 11-1
- Judith Baumeyer /  Fabienne Baumeyer –  Tatiana Vattier /  Victoria Wright: 11-9 / 11-4
- Monja Bölter /  Thérèse Nawrath –  Linnéa Johansson /  Jenny Karlsson: 11-9 / 11-7
- Stefanie Müller /  Michaela Peiffer –  Nadieżda Zięba /  Paulina Matusewicz: 11-5 / 11-5
- Ann-Lou Jørgensen /  Rikke Olsen –  Claudia Vogelgsang /  Xu Huaiwen: 11-1 / 11-1
- Ekaterina Ananina /  Karina Sørensen –  Joanna Szleszyńska /  Angelika Węgrzyn: 11-3 / 11-0
- Gail Emms /  Donna Kellogg –  Helen Nichol /  Charmaine Reid: 13-10 / 11-2
- Brenda Beenhakker /  Lonneke Janssen –  Amélie Decelle /  Elodie Eymard: 13-10 / 11-7
- Carina Mette /  Kathrin Piotrowski –  Eva Krab /  Maartje Verheul: 11-6 / 11-3
- Lene Mørk /  Helle Nielsen –  Neli Boteva /  Anika Sietz: 11-0 / 11-2
- Judith Baumeyer /  Fabienne Baumeyer –  Monja Bölter /  Thérèse Nawrath: 13-10 / 11-4
- Mia Audina /  Lotte Jonathans –  Stefanie Müller /  Michaela Peiffer: 11-1 / 11-4
- Ann-Lou Jørgensen /  Rikke Olsen –  Ekaterina Ananina /  Karina Sørensen: 11-3 / 11-8
- Gail Emms /  Donna Kellogg –  Brenda Beenhakker /  Lonneke Janssen: 11-6 / 11-3
- Carina Mette /  Kathrin Piotrowski –  Lene Mørk /  Helle Nielsen: 11-3 / 11-2
- Mia Audina /  Lotte Jonathans –  Judith Baumeyer /  Fabienne Baumeyer: 11-0 / 11-4
- Ann-Lou Jørgensen /  Rikke Olsen –  Gail Emms /  Donna Kellogg: 11-3 / 11-2
- Mia Audina /  Lotte Jonathans –  Carina Mette /  Kathrin Piotrowski: 11-7 / 11-5
- Mia Audina /  Lotte Jonathans –  Ann-Lou Jørgensen /  Rikke Olsen: 5-11 / 11-5 / 11-8

## Mixed
- Jiří Skočdopole /  Hana Procházková –  Marcel Reuter /  Aline Decker: 11-6 / 11-3
- Thomas Laybourn /  Lene Mørk –  Igor Dmitriev /  Irina Gritsenko: 11-9 / 6-11 / 11-1
- Michael Jensen /  Jeanette Lund –  Tijs Creemers /  Lonneke Janssen: 9-11 / 11-7 / 11-8
- Anthony Clark /  Tracey Hallam –  Jesper Thomsen /  Julie Houmann: 11-0 / 11-8
- William Milroy /  Helen Nichol –  Simon Enkerli /  Judith Baumeyer: 11-5 / 13-11
- David Papendick /  Aileen Rößler –  Anuar Musafirov /  Saule Kustavletova: 11-5 / 13-12
- Peter Steffensen /  Helle Nielsen –  Andrey Konakh /  Nadieżda Zięba: 11-5 / 11-3
- Chris Bruil /  Lotte Jonathans –  Michael Fuchs /  Monja Bölter: 11-5 / 11-6
- Svetoslav Stoyanov /  Victoria Wright –  Sebastian Kreibich /  Katharina Bobeth: 11-5 / 11-4
- Mathias Boe /  Rikke Olsen –  Joachim Tesche /  Birgit Overzier: 11-2 / 11-1
- Jiří Skočdopole /  Hana Procházková –  Pascal Bircher /  Fabienne Baumeyer: 11-3 / 11-5
- Fredrik Bergström /  Jenny Karlsson –  Stefan Arnet /  Jasmin Pang: 11-1 / 11-3
- Michael Keck /  Wiebke Schrempf –  Thomas Laybourn /  Lene Mørk: 11-5 / 11-9
- Simon Archer /  Kirsteen McEwan –  Michael Cassel /  Sindy Krauspe: 11-3 / 11-2
- Michael Jensen /  Jeanette Lund –  Thomas Tesche /  Carina Mette: 13-11 / 11-7
- Anthony Clark /  Tracey Hallam –  Jochen Cassel /  Sandra Marinello: 11-1 / 11-3
- Joéli Residay /  Eva Krab –  Leif-Olav Zöllner /  Jana Voigtmann: 11-9 / 11-0
- William Milroy /  Helen Nichol –  Benjamin Woll /  Eva Schneider: 11-5 / 11-2
- Michael Lamp /  Ann-Lou Jørgensen –  Franklin Wahab /  Jessica Willems: 11-2 / 11-1
- David Papendick /  Aileen Rößler –  Donovan Cuntapay /  Maartje Verheul: 11-6 / 11-9
- Tommy Sørensen /  Karina Sørensen –  Manuel Dubrulle /  Elodie Eymard: 11-9 / 11-7
- Peter Steffensen /  Helle Nielsen –  Kristof Hopp /  Kathrin Piotrowski: 11-1 / 11-6
- Nathan Robertson /  Gail Emms –  Björn Wippich /  Michaela Peiffer: 11-1 / 11-1
- Chris Bruil /  Lotte Jonathans –  Svetoslav Stoyanov /  Victoria Wright: 11-7 / 11-6
- Mathias Boe /  Rikke Olsen –  Jiří Skočdopole /  Hana Procházková: 11-0 / 11-1
- Fredrik Bergström /  Jenny Karlsson –  Michael Keck /  Wiebke Schrempf: 11-8 / 11-9
- Simon Archer /  Kirsteen McEwan –  Michael Jensen /  Jeanette Lund: 11-6 / 11-4
- Anthony Clark /  Tracey Hallam –  Joéli Residay /  Eva Krab: 13-11 / 11-3
- Michael Lamp /  Ann-Lou Jørgensen –  William Milroy /  Helen Nichol: 11-3 / 11-4
- Tommy Sørensen /  Karina Sørensen –  David Papendick /  Aileen Rößler: 11-0 / 13-12
- Nathan Robertson /  Gail Emms –  Peter Steffensen /  Helle Nielsen: 11-2 / 11-8
- Mathias Boe /  Rikke Olsen –  Chris Bruil /  Lotte Jonathans: 11-5 / 11-8
- Simon Archer /  Kirsteen McEwan –  Fredrik Bergström /  Jenny Karlsson: 11-7 / 8-11 / 11-5
- Michael Lamp /  Ann-Lou Jørgensen –  Anthony Clark /  Tracey Hallam: 11-1 / 11-6
- Nathan Robertson /  Gail Emms –  Tommy Sørensen /  Karina Sørensen: 11-3 / 11-2
- Mathias Boe /  Rikke Olsen –  Simon Archer /  Kirsteen McEwan: 11-6 / 11-7
- Nathan Robertson /  Gail Emms –  Michael Lamp /  Ann-Lou Jørgensen: 11-6 / 5-11 / 11-9
- Nathan Robertson /  Gail Emms –  Mathias Boe /  Rikke Olsen: 11-9 / 3-11 / 11-9